# Zakon i red: Odjel za žrtve (7. sezona)
Ovaj članak sadrži popis epizoda iz 7. sezone Odjela za žrtve.

## Popis epizoda

### Demoni
Seksualni zlostavljač Ray Schenkel (Robert Patrick), optužen zbog silovanja osam tinejdžerica, nakon 21 godinu zatvora izlazi na slobodu. Vani ga dočeka William Dorsey (Robert Walden), sad već umirovljeni policajac koji ga je zatvorio. Ray ulazi u autobus i sjeda pokraj tinejdžerice. Kasnije popodne detektivi Benson i Stabler doznaju da je nedaleko autobusnog kolodvora silovana djevojka. Dorsey je uvjeren da je Ray počinitelj, pa Stabler odlazi na tajni zadatak kako bi dokazao istinitost Dorseyjeve tvrdnje.

### Dizajn
Obeshrabrena trudnica April Troost (Estella Warren) odluči se ubiti, no detektivka Benson uspije ju urazumiti. April tvrdi da je silovana i da je sama. Muškarac koji ju je silovao ujedno je i otac njezina djeteta Barclay Pallister (Julian Sands), uspješni biznismen i obiteljski čovjek. Detektivi razgovaraju s Barclayjem koji poriče spolni odnos s April i pristaje na DNK test koji pokaže da ipak jest otac Aprilina djeteta. Barclay je šokiran, ali optužen za silovanje, a tijekom suđenja April izgubi sav kredibilitet kad pristane na nagodbu u zamjenu za poveću svotu novca. Sutradan detektivi doznaju da je April poginula u automobilskoj nesreći - navodno samoubojstvo.

### 911
Služba 911 primi histerični poziv od djevojke koja izjavi da je već četiri dana zatočena u sobi bez hrane. Policija utvrdi da poziv dolazi iz Harlema pa započne veliku potragu. Nedugo zatim ispostavi se da signal dolazi iz tunela Lincoln, pa Fin dobiva zaduženje da blokira sve izlaze iz tunela i pretraži svaki kamion koji se ondje nađe. Djevojka želi razgovarati samo s detektivkom Benson i očito je da je uplašena. Ukrala je mobitel od nekog Richarda i ne zna gdje je. Njezina joj je majka platila put u Ameriku gdje je Richard postao njezin novi otac. Kad signal pokaže da se djevojka nalazi u Queensu, policija posumnja da se netko zafrkava s njima.

### Otkinut
Pamela Sawyer (Julia Weldon) polazi skupu privatnu školu na čijem je posjedu netko pretuče i gotovo siluje, no Pamela odbija išta reći. Njezin najbolji prijatelj Luke Breslin (Paul Wesley) zvijezda je bezbojlske momčadi, a njegova majica zamrljana je Pamelinom krvlju. Na ispitivanju Luke udari Fina. Stabler ga uspije savladati i u tom trenutku shvati da je riječ o sinu njegova bivšeg partnera Petea. Kad ga privede, Luke izjavi da se ničeg ne sjeća. U međuvremenu, Stabler razgovara s Peteom. Pamela i dalje šuti, a njezine roditelje zabrine kad im Stabler savjetuje da ne tuže Lukea. Načelnik Cragen shvati što Stabler pokušava i pošalje ga na prisilni odmor.

### Nit
U izlogu dućana s cipelama nađen je nagi mrtvac. Žrtva je homoseksualac Robin Weller, a ubojstvo je pomno razrađeno. Inscenirano je pogubljenje, a iznad trupla pastom za cipele ispisano je Ubojica. Na Robinovoj ruci nađen je pečat noćnog kluba u koji zalaze isključivo homoseksualci i ovisnici. Detektivi Fin i Benson provjere popis gostiju u klubu na kojem nađu i Finova otuđenog sina Kena Randalla. Kad mrtvozornica otkrije da je Robin bolovao od AIDS-a, kao i njegov dečko Lydon, također ubijen na način kao i Robin, ubojstva sve više sliče misiji spašavanja svijeta od smrtonosnih prijenosnika AIDS-a.

### Tvrd
U osnovnoj školi dođe do pucnjave. Kad se prašina slegne, 10-godišnji Jeffrey Whitlock je mrtav, a još dvoje djece ranjeno. Roditelji su histerični, a uz dječju bujnu maštu policija teško dolazi do korisnih informacija. Jedna djevojčica odbija otići kući s majkom, jer je susjed redovito siluje. Zaprijetio joj je da će ubiti sve njezine prijateljice ako ikomu išta kaže. U međuvremenu, policija nađe pušku iz koje je pucano u školi i utvrdi da je kupljena u dućanu čija je vlasnica rasistkinja Star Morrison (Marcia Gay Harden) koja sa svojim sinom Kyleom posjeduje nacističke materijale i održava internetsku stranicu za Revolucionarne arijske ratnike.

### Ime
Na gradilištu dječjeg igrališta nađeni su ostaci dječaka koji je ubijen hicem u glavu i teško mu je odrediti identitet. Nađena je i njegova torba za knjige koja policiju odvede u osnovnu školu iz koje su 1978. nestala četvorica dječaka koji nikad nisu nađeni. Detektivu Stableru pridruži se forenzičarka Millie Vizcarrondo (Paula Graces) koja je već pregledala policijske dosjee. Ispostavi se da ostaci pripadaju Juanu Alvarezu, jednomu od nestale četvorice dječaka, a sumnja padne na Roberta Sawyera (Richard Bright), podvornika koji se sprijateljio s dječacima i često ih pozivao da mu pomažu u poslu.

### Izgladnio
Silovane su tri uspješne mlade žene, a jedino što ih međusobno povezuje je Služba za brze spojeve. Sve tri bile su na spoju s istim muškarcem i sve su ga odbile ponovno vidjeti. Njegova odmazda bilo je silovanje. Detektivka Benson odlazi na tajni zadatak i uspijeva dogovoriti spoj s Romeom, tajnovitim muškarcem. Ispostavi se da je Romeo kirurg Mike Jergens (Dean Cain) koji prisili svoju djevojku Coru da mu pruži alibi. Cora je labilna alkoholičarka i bulimičarka. Za nju je nastala situacija previše stresna te ona pada u komu iz koje se više neće probuditi. Njezin dečko, serijski silovatelj, odlučit će koliko će je liječnici držati na životu.

### Uspavanka
Tinejdžerica Lauren Westley (Keri Lynn Pratt) bježi od kuće kako bi abortirala, no netko je brutalno napadne. Policija otkriva da Lauren ima stariju sestru koja je trudna otjerana iz kuće. Ubrzo dođu i do napadača Waynea Mortensa (John Patrick Amedori), Laurenina dečka s kojim je dobrovoljno pristala na seks. Njih dvoje došli su u New York zbog abortusa, no liječnici ga nisu htjeli napraviti u 24. tjednu trudnoće. Wayne je stoga pretukao Lauren ne bi li ubio dijete zbog čega ga detektivi uhite. Međutim, ispostavi se da Wayne nije pravi krivac.

### Oluja
Tri djevojčice, Tasha, Nicki i Lola, igraju se na vrtuljku u Central Parku, a nadgleda ih muškarac. Kad vrtuljak stane, djevojčice nestanu. Muškarac nađe Nicki, no auto pregazi Tashu i Lolu prije nego on stigne do njih. Okupi se svjetina te on i Nicki nestanu. Sporni muškarac je Clark Corman (Russell Hornsby) i nije otac djevojčica, no one žive s njim otkako su došle iz New Orleansa gdje su u uraganu Katrina izgubile sve. Detektivi vjeruju da je Corman pedofil te da je Nicki u opasnosti. Kad ga privedu, Corman se razboli i iznenada umre čime započinje prava potraga za Nicki.

### Stran
Dvanaestogodišnji Sean Hamill (Daniel Manche) izbačen je iz auta ispred bolnice. Zabijen mu je nož u leđa i više nikad neće moći hodati. Sporni auto pripada ocu Justinu Milleru (Daniel Jenkins), svećeniku iz privatne katoličke škole koju polazi Sean. Sean se nedavno potukao s Charliejem Monaghanom (Sasha Neulinger), starijim i većim učenikom kojeg policija odmah osumnjiči. No, Charlie tvrdi da je u vrijeme napada na Seana bio sa svojom mlađom polusestrom Emmom Boyd (Raquel Castro). Fin nađe škare kojima je Sean uboden, no otisci na njima ne odgovaraju Charlieju nego Emmi.

### Inficiran
Monica Phelps svađa se s muškarcem, a netko ih gleda iz ormara. Muškarac je ubije, a detektivi Benson i Stabler na mjestu zločina nalaze skrivenog 14-godišnjeg sina Nathana (Malcolm David Kelley). Monicina ubojicu teško je naći jer je bila prostitutka i ovisnica. Trag vodi do kioska na kojem je radila, a u njezinom ormariću nađena je papirnata vrećica s 15.000 $. Nathan kaže da su novac dobili u humanitarnoj kući koju vode Ted (Gordon Clapp) i Terri Carthage (Nancy Opel). Nedugo zatim ubijena je i Monicina prijateljica Gina koja je nosila narukvicu iste humanitarne kuće.

### Udar
Osmogodišnju Carly Hunter (Gabrielle Brennan) na putu iz škole otme maskirani čovjek. Roditelji Pamela (Kaitlin Hopkins) i Jake (Tom Verica) izvan sebe su, a Stabler i Cragen sumnjaju da je napadač pedofil. Nedugo zatim policija nađe auto natopljen Carlynom krvlju. Iako je krv uglavnom iz nosa, potvrdi se da Carly boluje od leukemije što njezini roditelji nisu znali. Uskoro se javi i otmičar za kojeg se ispostavi da nije pedofil, već netko puno bliže kući.

### Tabu
Pas odnekud iščeprka izbačenu ljudsku posteljicu, a njegov vlasnik uskoro nađe i novorođenče umotano u ručnike i bačeno u kantu za smeće. Dijete je prebačeno u bolnicu i oporavlja se, a detektivi započinju potragu za majkom. Ispituju brojne beskućnice, a trag ih odvede u studentski dom gdje upoznaju Ellu Christensen (Schuyler Fisk). Iako Ella tvrdi da nikad nije bila trudna, dokazi upućuju na suprotno. Za vrijeme ispitivanja Elli pozli te mora u bolnicu gdje je prepozna jedna medicinska sestra. Navodno je Ella prije godinu dana također bila hospitalizirana nakon porođaja. Tada je, tvrdi, rodila mrtvo dijete.

### Manipuliran
Vicky Riggs nađena je mrtva u svom stanu. Bila je uspješna odvjetnica i zaručnica arhitekta Alana Winchella (Brian Slaten). No Vicky je vodila dvostruki život. Nastupala je kao striptizeta tri noći u tjednu što nisu znali ni Alan ni Vickyna šefica Tessa McKellen (Rebecca De Morney), paraplegičarka nakon automobilske nesreće. Istraga detektive dovede do Tessina muža Linusa McKellena (Chris Potter) koji prizna da je imao vezu s Vicky, ali tvrdi da je nije ubio. U potrazi za novim dokazima detektivi posjećuju Josie Post, Vickynu prijateljicu striptizetu, no i ona je nađena mrtva.

### Nestao
Tri srednjoškolca uhićena su zbog sumnje da su krivi za nestanak kanadske učenice na izletu u New York. Rođaci Jason King (Harry Zittel) i Nick Pratt (Paul David Story) te njihov prijatelj Doug Waverly (Teddy Eck) tulumarili su sa žrtvom Jennifer Durning (Barbara King). Četvorka je otišla iz noćnog kluba i ušla u Nickov auto. Sat vremena poslije Jennifer se vratila u svoj hotel i nazvala prijateljicu Dannu (Katie Bowden) kojoj se potužila da su je momci silovali. Istodobno Jennifer je primila još jedan telefonski poziv iz govornice s ugla ulice, izašla iz sobe i više se nije vratila.

### Klasa
Žensko truplo nađeno je u kanalizacijskom šahtu u uličici u kojoj se okupljaju prostitutke. Žrtva je studentica Caroline Pereira koja je primala novčanu pomoć, a nedavno se domogla velikog novca. Njezina bogata cimerica Gloria Culhane (Trieste Dunn) nosi golemi dijamantni prsten i mrzi Caroline. Caroline je prodavala referate zbog čega je fakultet proveo istragu pa detektivi pomisle da ju je netko ubio da je ušutka. Razgovaraju s Adamom Halderom (Will Estes), njezinim dugogodišnjim prijateljem, koji tvrdi da je Gloria najčešće kupovala zadaće od Caroline, a i prsten koji nosi pripadao je Caroline.

### Otrov
Dvojica policajaca u ophodnji spaze crnca kako kopa jamu na praznom zemljištu. Uhite ga ne znajući da je to Finov sin Ken Randall (Ernest Waddel). Za Fina je to teška situacija koja se samo pogorša kad nakon ispitivanja odvede sina bivšoj ženi Terry (Lisa Gay Hamilton). Ubojstvo majke i njezina djeteta i dalje nije riješeno. Iako je muž glavni sumnjivac, detektivi sumnjaju da je i Ken umiješan. U međuvremenu, Ken tvrdi da je bio u baru s rođakom Dariusom (Chris Bridges) i slučajno čuo muškarca kako govori da je pokopao truplo koje je poslije Ken pošao iskopati. 
Za više informacija vidi: "Prevaren"

### Greška
Muž, žena i njihova kći tinejdžerica Amy brutalno su ubijeni, a njihovi mlađi sin i kćer su nestali. Amy je silovana, a okrutna priroda zločina sugerira da je ubojica već kažnjavani nasilnik. Najstariji sin je u zatvoru, no on ne poznaje nikoga tko bi htio nauditi ni njemu ni njegovoj obitelji. Amyna učiteljica kaže da je vidjela muškarca koji je masturbirao ispred nje pa se odmah napravi fotorobot. Ispostavi se da je zločinac odslužio 18 godina zbog silovanja i mučenja 12-godišnjeg dječaka. Slučaj postane još okrutniji zbog čega se detektivi Stabler i Benson posvađaju, a detektivka Benson zatraži novog partnera.

### Debeo
Jessica De Lay (Tricia Mara) je pretučena, silovana, a odsječen joj je i jedan prst. Stabler upoznaje novog partnera Luciusa Blainea (Anthony Anderson), no dvojica detektiva ne slažu se najbolje. Jessicino stanje je teško, no ona ipak preživi. Nakon ispitivanja Stabler zaključi da djevojka poznaje svoje napadače. Mrtvozornica otkrije da je riječ o pretilim adolescentima, bratu i sestri koja boluje od dijabetesa.

### Mreža
Kada osmogodišnjak predloži seks muškom kolegi iz razreda, Stabler i Fin su pozvani da istraže slučaj, a tijekom istrage saznaju da je otac Jakea Winnocka proveo 7 godina u zatvoru zbog zlostavljanja Jakeovog starijeg brata, Teddyja. DNK testovi isključe Gregoryja Hensala kao sumnjivca, no upletu Jakeovog brata, za koga detektivi ubrzo saznaju da vodi vlastiti stranicu s dječjom pornografijom. Tehničar iz TARU-a Ruben Morales se pridruži Odjelu u njihovoj potrazi za Teddyjem, koji je nastao.

### Utjecaj
Nakon što Jamie Hoskins optuži dvojicu kolega iz razreda za silovanje, iako je pristala na spolni odnos, i udari 9 pješaka u pokušaju samoubojstva, medicinski nalazi pokazuju da je uzimala lijekove protiv bipolarnog poremečaja, no da je prestala ih je uzimati tjedan dana prije. Jamie je optužena za ubojstvo i puštena je na vlastitu brigu jer je rekla da će uzimati lijekove, no nakon što rock zvijezda Derek Lord, koji je poznat po svojim negativnim pogledima na psihijatriju, počne predvoditi njezinu obranu, Jamie opet prestane uzimati lijekove. Casey suosjeća s Jamie, no Jamiena ustrajanost u slijeđenju Dereka je ne ostavlja s drugim izborom nego da ode na sud. Ovaj slučaj inspiriran je slučajevima u kojima su na građane utjecale zvijezde kao Tom Cruise i Brooke Shields.